# Burgstall Harburg
Der Burgstall Harburg bezeichnet eine abgegangene mittelalterliche Niederungsburg nahe von Harburg, heute einem Gemeindeteil des niederbayerischen Marktes Pilsting im Landkreis Dingolfing-Landau.
Er liegt in einem Waldstück ca. 600 m südlich der Hl. Kreuz-Kapelle von Harburg und wird als Bodendenkmal unter der Aktennummer D-2-7341-0022 im Bayernatlas als „verebneter Burgstall des Mittelalters bzw. der frühen Neuzeit“ geführt. Nördlich verläuft der Gänsmühlbach und ca. 600 m südlich ist die Isar.